# Eve's Daughter (film 1918)
Eve's Daughter è un film muto del 1918 diretto da James Kirkwood.
La sceneggiatura di Margaret Turnbull si basa sulla commedia Eve's Daughter di Alicia Ramsey che era stata messa in scena a Broadway l'11 ottobre 1917.

## Produzione
Il film fu prodotto dalla Famous Players-Lasky Corporation

## Distribuzione
Distribuito dalla Paramount Pictures e dalla Famous Players-Lasky Corporation, uscì nelle sale cinematografiche USA nel 1918.